# 1968 în film
- 1967 în cinematografie — 1968 în cinematografie — 1969 în cinematografie

## Filmele cu cele mai mari încasări
În SUA
| #  | Titlu                    | Studio                    | Regizor               | Actori | Încasări    |
| -- | ------------------------ | ------------------------- | --------------------- | --- | ----------- |
| 1  | 2001: A Space Odyssey    | Metro-Goldwyn-Mayer       | Stanley Kubrick       | Keir Dullea, Gary Lockwood, William Sylvester, Douglas Rain | $56,700,000 |
| 2  | Funny Girl               | Columbia Pictures         | William Wyler         | Barbra Streisand, Omar Sharif, Kay Medford, Anne Francis, Walter Pidgeon                                                                                              | $52,000,000 |
| 3  | The Love Bug             | Walt Disney Productions   | Robert Stevenson      | Dean Jones, Michele Lee, David Tomlinson, Buddy Hackett | $51,264,000 |
| 4  | The Odd Couple           | Paramount Pictures        | Gene Saks             | Jack Lemmon, Walter Matthau, John Fiedler, Herb Edelman | $44,527,234 |
| 5  | Bullitt                  | Warner Bros.-Seven Arts   | Peter Yates           | Steve McQueen, Robert Vaughn, Jacqueline Bisset | $42,300,873 |
| 6  | Romeo and Juliet         | Paramount Pictures        | Franco Zeffirelli     | Leonard Whiting, Olivia Hussey, Milo O'Shea, Pat Heywood, John McEnery, Robert Stephens, Michael York, Bruce Robinson                                                 | $38,901,218 |
| 7  | Oliver!                  | Columbia Pictures         | Carol Reed            | Mark Lester, Ron Moody, Oliver Reed, Jack Wild, Shani Wallis, Harry Secombe, Sheila White, Joseph O'Connor, Hugh Griffith, Peggy Mount, Leonard Rossiter, Hylda Baker | $37,402,877 |
| 8  | Rosemary's Baby          | Paramount Pictures        | Roman Polanski        | Mia Farrow, Ruth Gordon, John Cassavetes, Sidney Blackmer, Maurice Evans, Ralph Bellamy, Angela Dorian, Charles Grodin                                                | $33,395,426 |
| 9  | Planet of the Apes       | 20th Century Fox          | Franklin J. Schaffner | Charlton Heston, Roddy McDowall, Kim Hunter, Maurice Evans, James Whitmore, James Daly, Linda Harrison                                                                | $32,589,624 |
| 10 | Night of the Living Dead | Walter Reade Organization | George A. Romero      | Duane Jones, Judith O'Dea | $30,000,000 |
| 11 | Yours, Mine, and Ours    | United Artists / Desilu   | Melville Shavelson    | Lucille Ball, Henry Fonda | $25,912,624 |
| 12 | The Lion in Winter       | AVCO Embassy              | Anthony Harvey        | Peter O'Toole, Katharine Hepburn, Anthony Hopkins, Timothy Dalton | $22,276,975 |
| 13 | The Green Berets         | Warner Bros.-Seven Arts   | John Wayne            | John Wayne, David Janssen, Jim Hutton | $21,707,027 |
| 14 | Blackbeard's Ghost       | Walt Disney Productions   | Robert Stevenson      | Peter Ustinov, Dean Jones | $21,540,050 |
| 15 | The Fox                  | Claridge Pictures         | Mark Rydell           | Sandy Dennis, Anne Heywood | $19,146,711 |
| 16 | Charly                   | Cinerama                  | Ralph Nelson          | Cliff Robertson, Claire Bloom, Lilia Skala | $19,125,000 |
| 17 | The Boston Strangler     | 20th Century Fox          | Richard Fleischer     | Tony Curtis, Henry Fonda, George Kennedy | $17,810,894 |
| 18 | Candy                    | Cinerama                  | Christian Marquand    | Ewa Aulin, Marlon Brando, Richard Burton, Walter Matthau, Ringo Starr                                                                                                 | $16,408,286 |
| 19 | The Thomas Crown Affair  | United Artists            | Norman Jewison        | Steve McQueen, Faye Dunaway, Paul Burke | $14,000,000 |
| 20 | The Detective            | 20th Century Fox          | Gordon Douglas        | Frank Sinatra, Lee Remick, Jacqueline Bisset | $13,000,000 |

## Premii

### Oscar
- Cel mai bun film:
- Cel mai bun regizor:
- Cel mai bun actor:
- Cea mai bună actriță:
- Cel mai bun film străin:

Articol detaliat: Oscar 1968

### BAFTA
- Cel mai bun film:
- Cel mai bun actor:
- Cea mai bună actriță:
- Cel mai bun film străin: